# Metro Trains Melbourne
O Metro Trains Melbourne é a operadora da rede de ferrovias suburbanas que atende a região da cidade australiana de Melbourne. Em 2012 chamou a atenção ao criar uma campanha de prevenção de acidentes de passageiros das estações destacando formas estúpidas de morrer. A iniciativa visava chamar a atenção das pessoas que ignoram mensagens de segurança do sistema. A empresa é uma joint venture entre MTR Corporation (60%), John Holland Group (20%) e UGL Rail (20%).